# Oglala Lakota megye
Oglala Lakota megye (2015. előtt Shannon megye) az Amerikai Egyesült Államokban, Dél-Dakota államban található. Megyeszékhelye Hot Springs, legnagyobb városa Pine Ridge. Lakosainak száma 13 672 fő (2020. április 1.). Oglala Lakota megye Pennington, Dawes, Cherry, Sheridan, Fall River, Custer, Jackson és Bennett megyékkel határos.

## Népesség
A megye népességének változása:
| Lakosok száma | 13 649 | 13 918 | 14 034 | 14 118 | 14 373 | 13 672 |
|               | 2010   | 2011   | 2012   | 2013   | 2015   | 2020   |